# Orden de las Damas Nobles de la Reina María Luisa
La Real Orden de las Damas Nobles de la Reina María Luisa es una orden española creada por Carlos IV mediante un real decreto de 21 de abril de 1792 a instancia de su esposa María Luisa, para que esta tuviera una manera de recompensar a las mujeres nobles que se distinguieran por sus servicios o cualidades, por lo que se trata de una distinción reservada únicamente a mujeres. Llevan anejo el tratamiento de excelencia o excelentísima señora.

## Historia
La Orden quedó definida como una institución premial, estrictamente femenina, gobernada por la reina y compuesta por treinta bandas, reservadas a la primera nobleza española. El primer secretario de la Orden fue Miguel de Bañuelos y Fuentes, caballero pensionado de la Orden de Carlos III, e intendente general del Ejército.
En 1796 el rey elevó la Orden a dignidad nobiliaria, concediendo a sus poseedoras y a sus cónyuges el tratamiento protocolario de excelencia, equiparándolas a la Grandeza de España, y a los caballeros Grandes Cruces de la Orden de Carlos III. Durante el corto reinado de José I de España, este firmó un decreto, de 18 de septiembre de 1809, disolviendo todas las órdenes militares, incluida la femenina de María Luisa, exceptuando únicamente la Insigne Orden del Toisón de Oro, pero estas medidas se anularon lógicamente tras su expulsión de España y la restauración borbónica. 
Las reinas sucesivas heredaron en su momento las prerrogativas de la reina fundadora de la Orden y se instauró la costumbre de que fuera la actual reina de España la que ejerciera la gobernación de la Orden.
En un Real Decreto de 28 de octubre de 1851 se establecieron unos requisitos fiscales anejos a esta condecoración, consistentes en el pago de unos derechos de ingreso de 3.000 reales con un plazo de tres meses para abonarlos o renunciar a la concesión. También se incluyó en el protocolo de concesión la preceptiva autorización del Consejo de Ministros y su publicación en la Gaceta de Madrid (hoy Boletín Oficial del Estado). En 1869, tras la destitución de Isabel II, el regente, general Francisco Serrano y Domínguez, modificó la denominación de la Orden por la de Damas Nobles de España.
Alfonso XII, por su Real Decreto de 28 de noviembre de 1878, declaró que las Damas Nobles podrían usar, sobre el lado izquierdo del pecho, la cruz de la Orden pendiente de un lazo de cinta igual a la Banda, con traje alto y aun con otro de mayor etiqueta, siempre que el acto no requiera por su importancia el uso de la Banda en la forma prescrita en los estatutos de la Orden.
El decreto republicano de 24 de julio de 1931, sin referirse expresamente a esta Orden, la abolió de hecho como institución oficial. Pero tanto Alfonso XIII, hasta enero de 1941, como su hijo Juan de Borbón, conde de Barcelona, otorgaron algunas bandas de esta Orden a princesas de su familia; este último a sus hijas las infantas Pilar y Margarita para conmemorar sus dieciocho años. También le fue concedida a Sofía de Grecia al convertirse en Princesa de España por su matrimonio con el futuro Juan Carlos I de España en 1962 y la lució en la ceremonia de proclamación de este el 22 de noviembre de 1975.
En la actualidad y en virtud de los estatutos vigentes se conserva una única categoría: dama noble, y el número permanece limitado a 30 titulares, salvo voluntad expresa de los reyes. Después de la renuncia de Juan de Borbón a sus derechos dinásticos el 14 de mayo de 1977, no se han producido nuevos nombramientos, por lo que, aunque formalmente se mantiene en vigor de jure, puede considerarse que esta orden se encuentra extinguida de facto.

## Insignia

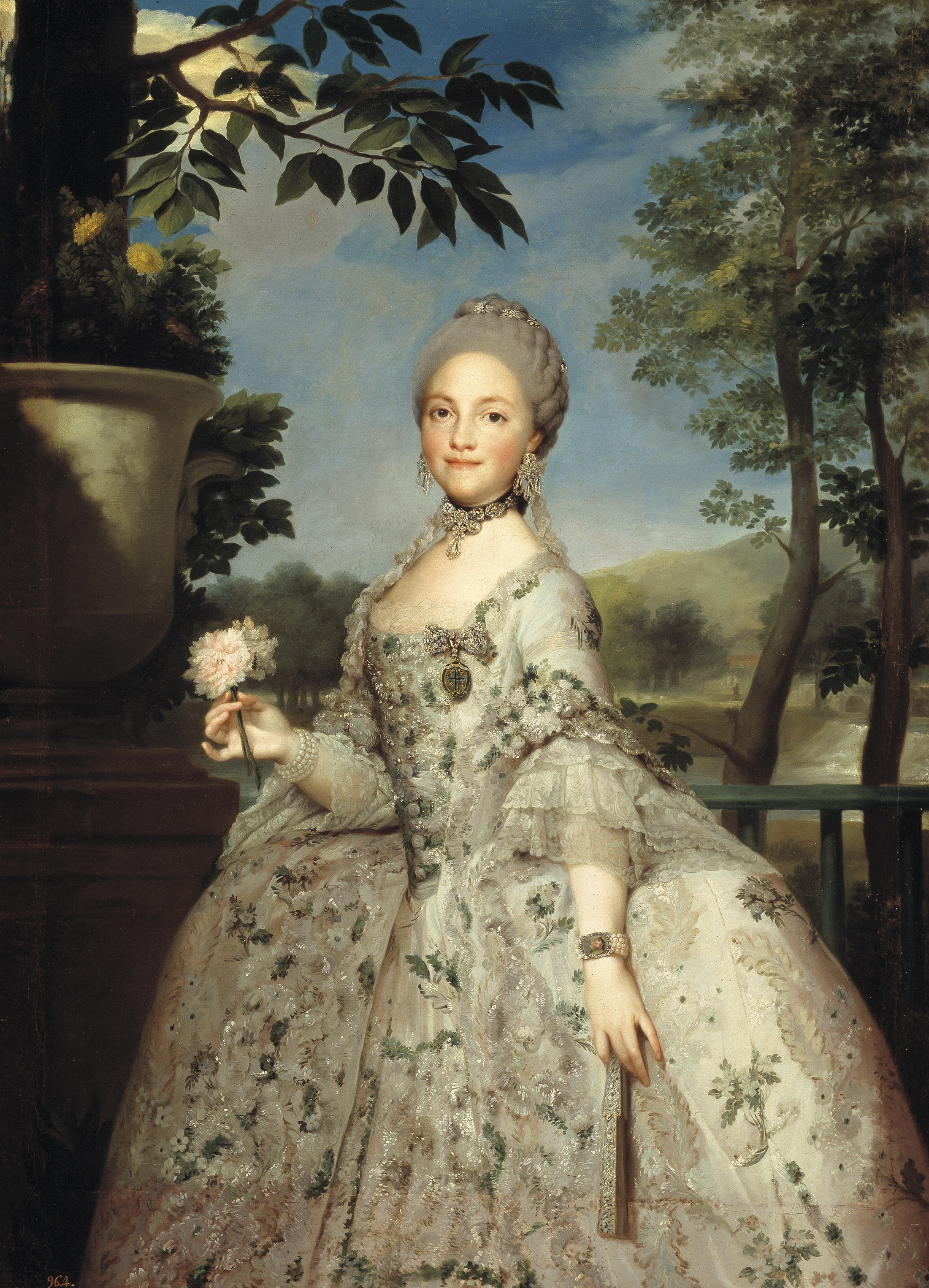
La reina María Luisa, por Anton Raphael Mengs (1765).

Su insignia se describe en el segundo artículo de sus estatutos, y consiste en una banda realizada en tela de moaré, de seda y algodón, compuesta por tres franjas verticales: la central blanca y las dos laterales moradas; su anchura es la mitad que la de las bandas de las órdenes masculinas.
Se coloca terciada desde el hombro derecho hasta el costado izquierdo, y de ella pende una cruz de ocho puntas de oro, en cuyo centro se localiza dentro de un óvalo la imagen de San Fernando esmaltada y vista de cuerpo entero, armado, coronado y con el manto propio de su regia condición, portando en su mano derecha una espada, mientras que en la izquierda sostiene el globo u orbe real; toda la figura del Monarca Santo aparece con sus colores naturales y nimbado de rayos de oro.
El exergo del óvalo central y los bordes de los brazos de la cruz están decorados con esmalte morado, y el interior de los dichos brazos de esmalte blanco. En los espacios entre los brazos de la cruz aparecen dos leones y dos castillos contrapuestos, unidos entre sí por una pequeña cadena. El conjunto de la cruz pende de una corona de laurel, dorada o verde, según los casos. En el reverso, la cifra de María Luisa y, rodeándola, la leyenda «Real Orden de la Reyna María Luisa».
Al principio se imponía la obligación de ostentar cotidianamente esta banda con su venera, como pública muestra del gran honor que les ha sido concedido por la reina. Sin embargo, Alfonso XII, por su Real Decreto de 28 de noviembre de 1878, declaró que las Damas Nobles podrían usar sobre el lado izquierdo del pecho la Cruz de la Orden pendiente de un lazo de cinta igual a la Banda, con traje alto y aun con otro de mayor etiqueta, siempre que el acto no requiera por su importancia el uso de la banda en la forma prescrita en los estatutos de la Orden.
Tanto las insignias como la banda eran propiedad de la Orden, que las otorgaba en usufructo y las recuperaba al fallecimiento de la agraciada, aunque hay constancia de que después del destronamiento de Isabel II en 1868, las familias de las Damas Nobles se negaron a devolver las insignias a las nuevas autoridades por lealtad a la monarquía.
Los insignas en oro, son fabricados en Madrid por José Gómez Jacometrezo, 37.

## Patronato y festividades
El patronato de la Orden quedó encomendado a San Fernando, rey de Castilla y de León, y a San Luis, rey de Francia, y en sus respectivas festividades, 30 de mayo y 25 de agosto, respectivamente, la Reina recibía protocolariamente a las Damas en capítulo. Asimismo, las Damas Nobles de la Orden tenían recomendada estatutariamente especial devoción a sus santos patronos y debían visitar una vez al mes un establecimiento benéfico, en ocasiones la Real Inclusa de Madrid o algún hospital de mujeres, como el de la Pasión.

## Concesiones
Las mujeres agraciadas con esta distinción la recibían en una ceremonia de investidura oficial descrita en los estatutos, que transcurría en las habitaciones privadas de la reina en el Palacio Real de Madrid, pero que en ocasiones de enfermedad o impedimento grave podían recibirla en sus propios domicilios, entregada por algún representante de la reina.
Han obtenido esta distinción innumerables personalidades de España y de muchos países de todo el mundo y continúa siendo una de las más grandes mercedes que puede conceder la monarquía española a las mujeres, por lo que significa de reconocimiento a sus «servicios, prendas y cualidades».

## Miembros actuales

### Soberanade iure
| Nombre        | Ingreso | Notas                        | Armas |
| ------------- | ------- | ---------------------------- | ----- |
| Letizia Ortiz | 2014    | Reina de España (desde 2014) |       |

### Damas
| N.º      | Nombre                      | Ingreso | Notas                                                            | Armas |
| -------- | --------------------------- | ------- | ---------------------------------------------------------------- | ----- |
| 1 (1192) | Infanta Margarita de Borbón | 1957    | Duquesa de Soria (desde 1981) II duquesa de Hernani (desde 1981) |       |
| 2 (1193) | Sofía de Grecia             | 1962    | Soberana de la orden como reina de España (1978-2014)            |       |

No se han producido nuevos nombramientos después de la reina Sofía en 1962 por lo que la orden se considera extinguida de facto.

## Lista de miembros
- Lista de damas de la Orden de María Luisa.

## Desposesión de distinciones
La agraciada con cualesquiera de las categorías que haya sido sentenciada por la comisión de un delito doloso o pública y notoriamente haya incurrido en actos contrario a las razones determinantes de la concesión de la distinción podrá, en virtud de expediente iniciado de oficio o por denuncia motivada, y con intervención del Fiscal de la Real Orden, ser desposeída del título correspondiente a la distinción concedida, decisión que corresponde a quien la otorgó.